# Beata Krupska
Beata Krupska, coniugata Tyszkiewicz (Olsztyn, 23 gennaio 1970), è un'ex cestista polacca.

## Carriera
Con la Polonia ha disputato i Campionati mondiali del 1994 e tre edizioni dei Campionati europei (2001, 2003, 2005).